# Різум-Ліндгольм
Різум-Ліндгольм (нім. Risum-Lindholm) — громада в Німеччині, розташована в землі Шлезвіг-Гольштейн. Входить до складу району Північна Фризія. Складова частина об'єднання громад Зюдтондерн.
Площа — 36,03 км2. Населення становить 3849 ос. (станом на 31 грудня 2020).